# Лесковский повет
Лесковский повет (пол. Powiat leski) — повет (район) в Польше, входит как административная единица в Подкарпатское воеводство. Центр повета — город Леско. Занимает площадь 834,86 км². Население — 26 783 человека (на 30 июня 2015 года).

## Административное деление
- города: Леско
- городско-сельские гмины: Гмина Леско
- сельские гмины: Гмина Балигруд, Гмина Цисна, Гмина Ольшаница, Гмина Солина

## Демография
Население повета дано на 30 июня 2015 года.
| Перепись            | Всего  | Мужчины | Женщины |
| ------------------- | ------ | ------- | ------- |
| Всего               | 26 783 | 13 268  | 13 515  |
| Городское население | 5585   | 2634    | 2951    |
| Сельское население  | 21 198 | 10 634  | 10 564  |